# Komentarz buddyjski
Komentarz buddyjski – główny rodzaj literacki, dzięki któremu buddyjskie wierzenia i wglądy były pojmowane w ciągu historii buddyzmu. Komentarze mają długą historię rozwoju w buddyzmie, która może być prześledzona do samych początków tej religii.

## Komentarze buddyjskie w Indiach
Jest wystarczająca ilość danych w literaturze komentujących wyjaśnień w buddyzmie indyjskim, aby można było wyprowadzić wniosek, że tradycje komentujące i kanoniczne tradycje są jednakowo dawne, a materiał, na których się opierały musi pochodzić jeszcze z okresu sprzed rozdzielenia się buddyzmu w Indiach na poszczególne sekty. Wydaje się nawet prawdopodobne, że pewne części tego materiału, które zostały zaakceptowane jako kanoniczne, pochodzą zapewne z najwcześniejszych dni buddyzmu, być może nawet z okresu samego Buddy. Niektóre z tekstów przypisywanych samemu Buddzie mają wyraźnie egzegetyczny charakter, jak np. palijska Mahāpadesa-suttanta (Wielka Egzegeza), która zawiera Buddy analizę standardów religijnego autorytetu. Inne z indyjskich sutr są od początku egzegezami gładkich wypowiedzi Buddy lub tajemniczych zdań wypowiadanych przez jego starszych uczniów. Takim przykładem może być Mahākaccāna-Bhaddekaratta-sutta (Idealny Wielbiciel Jednego Tekstu według Mahakatiajany), która oferuje Buddy interpretację (uddesa) znaczenia samotności, po której następuje obszerna analiza (vibhaṅga) Mahakatjajany znaczenia tych zdań wypowiadanych przez Buddę. Podobną strukturę znaleźć można w rozdziale 7 Sutry Wadżrasamadhi, w którym zdania wyjaśniające Buddy są opracowane przez jego interlokutora. Pewne z tych wczesnych indyjskich komentarzy, takich jak np. therawadyjska Mahānidessa (Wielkie Wyjaśnienie), pochodzący z III w naszej ery komentarz do czwartej i piątej księgi Sutta-nipāty (Zbiór Sutr), uważano za tak stary, że traktowano je jako teksty kanoniczne na własnych prawach.
Buddyjskie egzegezy zaczęły się najpewniej od prostych wyjaśnień pewnych słów innymi słowami. Nawet dialogi przypisywane samemu Buddzie zwykle wykorzystują użycie synonimów jako sposobu na pomoc słuchaczom w zrozumieniu jego nauk. Tak więc od samego początku nauczyciele z zakonu buddyjskiego zaczęli używać ogólnie znanych synonimów lub bardziej wypracowanych wyjaśnień terminów w ich egzegezach fragmentów z tekstów Buddy.
Drugim sposobem, który stosowany był w objaśnianiu terminów w tekstach indyjskiego buddyzmu, jest etymologizowanie (nirukti lub nirvacana). To egzegetyczne narzędzie rozwinęło się w literaturze sanskryckiej i zostało zaadaptowane przez buddyjskich komentatorów. Ta technika wykorzystywała „ludowe etymologie”, czyli etymologiczne analogie, które wykorzystują słowa będące fonologicznie zbliżone, ale niespokrewnione ze sobą semantycznie. Znakomitym przykładem jest określenie bhagavat (Pan). Komentatorzy mogli wyjaśniać, że Pan, to ten, który jest błogosławiony (bhagi), ma szczęście (bhāgyavā), doszedł do kresu istnienia (bhav-anta-go) itd., wprowadzając całe serie niepokrewnych słów dla przekazania całego wachlarza możliwych konotacji dla podstawowego terminu.
Tak jak w indyjskich pisemnych komentarzach, tak i w buddyjskich komentarzach zaczęto wykorzystywać reguły lingwistyczne, poetyckie i logiczne w metodologii i argumentacji, mimo że różnią się terminologią. Zwykle sutra komentowana była przez naświetlające upadeśa (klarowanie, wyjaśnianie) albo bhāṣya (objaśnianie, wytłumaczenie), lub poddawana była bardziej zawiłym objaśnieniom zwanym vyākhyā lub ṭikā. Ogólnie mówiąc, komentarze indyjskich sutr mahajany zmierzają formalnie w stronę raczej wyjaśnień wyciągając wszelkie implikacje i znaczenie rozpatrywanego tekstu jednak bez częstego zajmowania się poszczególnymi terminami, wersami i fragmentami tekstu. Na przykład komentarz Wasubandhu do Sutry Diamentowej jest podzielony na siedem części, które zajmują się treningiem bodhisattwy, osiągnięciem urzeczywistnienia oraz genezą tytułu sutry, jednak opracowanie każdego tematu jest w większej części niezależne i komentarz nie czyni nawet prób wyjaśnienia głównych części tej sutry pozostawiając większość indywidualnych terminów bez wyjaśnień.
Buddyzm indyjski podejmował od czasu do czasu próby nakreślenia zasad, którymi powinni kierować się komentatorzy. W tekstach Nettippakaraṇa i Peṭakopadeśa (oba pisma z kręgu therawady) pochodzących być może z I wieku, rozwinięto wypracowaną hermeneutyczną teorię opartą na dwóch dość szerokich kategoriach: „interpretacji co do rozumu” (byañjana, sans. vyañjana) i „interpretacji co do znaczenia” (attha, sans. artha). W mahajanistycznej literaturze śastr jedna z kilku wyraźnych wypowiedzi dotyczących procesu komentującej egzegezy pojawia się w tekście Haribhadry Abhisamayālaṃkārāloka-prajñāpāramitāvyākhyā (Ozdoba urzeczywistnienia):
| Ci, którzy odnoszą się do znaczenia sutr, Muszą określić ich cel (prayojana), ich zwięzłe znaczenie (piṇḍārtha), Znaczenie słów (padārtha), ich podział na sekcje (anusaṃdhi) I zaprzeczenia [podniesione przez oponentów], z ich odparciem (codyaparihāra) |

Implikacje tego procesu zarówno dla struktury komentarzy i teorii interpretacji są opisane w najbardziej systematyczny i pełny w tekście Wasubandhu Vyākhyāyukti. Traktat ten poświęcony jest sztuce właściwego (yukti) komentarza (vyākhyā). Dostarcza on nie tylko praktycznych przykładów „procesu wyjaśniania sutr”, ale również objaśnia pewne teoretyczne problemy, które powstają w procesie określania, co tworzy (zarówno strukturalnie, jak i ideologicznie) właściwy komentarz. W trzecim rozdziale tej pracy Wasubandhu wyjaśnia cztery różne aspekty „znaczenia słów”: synonimy (paryāya), określenia (lakṣaṇa), etymologię (nirukti) i ich dalsze podziały (prabheda). Chociaż ten tekst nigdy nie został przetłumaczony na język chiński (jest dostępny tylko w tłumaczeniu tybetańskim), to podobne teksty były typowe dla buddyzmu wschodnioazjatyckiego.

## Wschodnioazjatyckie formy egzegetyczne
W buddyzmie wschodnioazjatyckim (Chiny, Korea i Japonia) istniały różne określenia dla rozmaitych typów pism komentujących. Ogólnie egzegezy zajmujące się szczegółowymi objaśnieniami tekstów, były nazywane shu (chiń.), so (kor.) (komentarzami) i posiadały półkanoniczny status. Bardziej wyjaśniające podejścia do myśli przedstawionych w tekście, były zwane zongyao (chiń.), chongyo (kor.) (dosłownie „istotne tematycznie lub doktrynalnie”). Termin lun (chiń.), non (kor.), ron (jap.) był zasadniczo zastrzeżony dla niezależnych traktatów (sans. śāstra) przypisywanych wybitnym egzegetom indyjskiej mahajany, których w buddyzmie wschodnioazjatyckim nazywano „bodhisattwami”, tłumaczonych z sanskrytu. Te teksty miały charakter kanoniczny i były równe tekstom przypisywanym Buddzie.
Wschodnioazjatycka literatura komentująca jest zwodniczo prosta pomimo tego, że jest niezwykle rozwlekła. Podczas pierwszego czytania wszystko wydaje się niezwykle prostolinijne. Zwykle komentator rozpoczyna od krótkiego wprowadzenia podkreślającego znaczenie tekstu podlegającego egzegezie oraz przedstawia strukturę komentarza. Po wprowadzeniu komentator umieszcza odpowiednie fragmenty tekstu łącznie ze swoimi komentarzami, które często składają się ze szczegółowych – wers za wersem, a nawet słowo po słowie – analiz tekstu. Ten prosty styl maskuje to, co jest często niezmiernie złożonym kompleksem hermeneutycznej struktury, która jest nałożona na sekcje komentujące. Czytelnik musi zachować kontrolę nad tym potężnym schematem interpretacyjnym, jeśli chce aby ciąg argumentów biegnących przez komentarz był zrozumiały.
Jako rodzaj literacki wschodnioazjatyckie komentarze łączyły importowaną z Indii praktykę z rodzimą chińską uczoną egzegezą, zasadniczo opartą na modelach konfucjańskich.
Czy tłumaczenia należą do dziedziny komentarzy, jest rzeczą wysoce dyskusyjną, jednak przekłady buddyjskich tekstów z sanskrytu i z języków środkowoazjatyckich najwyraźniej stanowiły dla Chińczyków olbrzymie wyzwanie. Rzadko chińskie tłumaczenia z języków indyjskich były łatwo dostępne dla czytelników, o których tłumacze myśleli jako o odbiorcach. Tłumaczenia posługiwały się niezgrabną gramatyką, były semantycznie niejasne, pełne niezrozumiałych pojęć i tajemniczej terminologii, do tego dochodziły dziwaczne transliteracje zapożyczeń z obcych języków. Nawet tak sławny tłumacz jak Xuanzang (zm. 664), którego prace są szanowane za ich naukową dokładność, używał tak szczególnego chińskiego argotu, że rzadko były czytane.
Chińscy buddyjscy uczeni od samego początku rozwijali swoje własne strategie w podejściu do masy nowego literackiego materiału, aby znalazł on drogę do Chin i chińskiego odbiorcy. Jednym z nich był Dao’an (312–385), który rozwinął swój schemat egzegetyczny, dzięki któremu analizował narracyjną strukturę sutry. Jest nim sanfen kejing – trójpodziałowa egzegeza tekstowa, która przyjmuje następujące główne sekcje wspólne dla wszystkich świętych pism:
- wstępne ustalenia (chiń, xufen, sans. nidāna) – objaśnienie czasu i miejsca wygłoszenia sutry oraz spis uczestniczących słuchaczy
- część główna (chiń. zhengzongfen) – wiąże nauki i praktyki, które są przedmiotem rozprawy
- część rozpowszechnienia (chin. liutongfen, sans. parīndanā) – opisuje w jaki sposób tekst inspiruje słuchaczy itp.

Z kolei Zhiyi (538–597) – jeden z głównych przedstawicieli szkoły tiantai – zestawił listę pięciu ogólnych hermeneutycznych tematów, które powinno się przedstawić zanim rozpocznie się głęboką egzegezę jakiejś sutry. Noszą one nazwę wuzhong xuanyi (pięć kategorii głębokiego znaczenia):
- wyjaśnienie znaczenia tytułu (shiming)
- analiza podstawowej intencji (bianben)
- objaśnienie głównych tematów czy nauk (mingzong)
- wytłumaczenie „działania”, czyli wpływu na ludzi (lunyong)
- zaklasyfikowanie sutry (panjiao), czyli wskazanie jej miejsca wśród wszystkich sutr wygłoszonych przez Buddę[7].

Skomplikowanie wschodnioazjatyckich komentarzy jest dodatkowo powiększone przez nałożenie na tekst pisma hermeneutycznej superstruktury, zwanej kepan – „analizą segmentów”, która zmierza do związania każdej sekcji pisma w spójną interpretacyjnie całość. Ta spójność jest ustalona nie tylko przez naświetlenie wzorów widocznych w tekście, ale również przez wyjaśnianie wszelkich oczywistych niekonsekwencji lub luk. Czyniło to komentarz trudnym do zrozumienia przez czytelników.
W buddyjskich komentarzach sekcje dzielono dalej na części, podziały i segmenty, tak jakby komentarze były zestawami pasujących pudełek. Ostatecznie komentarze zmierzały do tworzenia rozlicznych kategorii, co jest zresztą wspólne wszystkim scholastycznym tradycjom.
W celu ułatwienia czytelnikowi kontaktu z komentarzem jednym najpowszechniej używanych sposobów była stworzenie „segmentacji tekstu”. Był to wypracowany schematyczny diagram podziałów komentarza, zasadniczo tak planując układ tekstu, aby narracja była wyraźnie widoczna. Była to honorowana strategia w tradycji wschodnioazjatyckich komentarzach. Takie diagramy służyły jako użyteczne narzędzia dla wizualizacji złożonej struktury komentarza. Czasami takie diagramy były olbrzymich rozmiarów i używanie ich było równie trudne, jak i samego tekstu komentarza.

## Polityczna rola egzegezy
Ostatecznym arbitrem kanoniczności w zsinizowanych państwach buddyjskich było państwo, które starało się umieścić siebie w związku sutry z komentarzem. Jedną z ról komentarzy było opisanie zakresu możliwych znaczeń tekstu, odrzucenie prawdopodobnych nieistotnych przesłań i skupienie uwagi czytelnika na tematach, które komentator – i oczywiście jego sponsorzy – uważali za najbardziej godne uwagi. We wschodniej Azji, gdzie państwo oficjalnie sankcjonowało tekst m.in. przez włączenie go do listy „kanonicznego” materiału, takie opisanie znaczenia często oznaczało ukierunkowany wysiłek, aby czytelnik rozumiał tekst w sposób w jaki państwo chciało aby go zrozumiał. Państwo było blisko związane z pozyskaniem, wydawaniem, interpretacją i rozpowszechnieniem tekstu.
Skoro państwo patronowało wszelkim zabiegom wokół danego tekstu, można było oczekiwać, że komentatorzy wprowadzą w swój tekst pewne elementy, które będą odzwierciedlać interesy królewskiego sponsoringu.